# Чернавода
Чернавода (Чернаводэ, рум. Cernavodă) — энеолитическая археологическая культура (4400—3200 годы до н. э.) на территории современной Румынии. Образовалась в результате вторжения на нижний Дунай степных пастушеских племен, которые могли быть первой волной индоевропейской экспансии, в результате которой впоследствии образовался комплекс анатолийских языков. Вытеснила культуру Гумельница на запад. 
Существовала параллельно трипольской культуре. Повлияла на формирование баденской культуры. Основное занятие населения — земледелие и скотоводство. Жилища глинобитные, поселения укреплённые.
Южная часть территории культуры Чернаводэ была завоёвана и ассимилирована носителями усатовской культуры. 

## Генетические связи
```
             Чернаводэ                              
   _______________|_________                    
  |               |         |                                                          

Усатовская
       
Езеро
    
Баден
              
  |                         |             

Ноуа
                     
Вучедольская

                            |
                          
Винковацкая
```

## Керамика
Керамика тёмная с обильной примесью ракушек. Орнаментированных сосудов мало, встречается узор в виде перевитого шнура.

## Палеогенетика
По современным представлением, не имеет отношения к населению среднестоговской культуры, а является результатом самостоятельной миграции нижневолжских скотоводов. В создании культуры, судя по всему, принимали участие разные группы мигрантов с территории, населенной племенами кавказско-нижневолжского генетического градиента. Индивид из относимого к культуре Чернавода энеолитического могильника Картал-A на нижнем Дунае (ок. 4100 г. до н. э) моделируется как получивший 54 % генетического вклада от нижневолжских скотоводов (Прогресс-Бережновка) и 46 % — от земледельцев трипольской культуры. А индивид из могильника Картал-B (также культура Чернавода, ок. 4160 г. до н. э.) на 27% происходит от обогащенной генами кавказского неолита популяции нижневолжских скотоводов типа Ремонтное, и на 73% —  от европейских земледельцев. Все эти образцы объединяет отсутствие примеси причерноморских охотников-собирателей, отмеченной у среднестоговцев и у ямников. У носителей культуры Чернавода обнаружены Y-хромосомные гаплогруппы I2a1b1a2a2a2 (I-L699>I-S12195), R1b (R-M343), I2a1b1a2a2a (I-L699) и митохондриальные H2a1, J1c5, T2c1c1, T2b, U3b3, U5a1a. Гаплогруппа I-L699 широко распространена в среднестоговской культуре. Самые ранние образцы I-L699 обнаружены в середине VI тыс. до н. э. у носителей днепро-донецкой культуры (Вовниги, Днепропетровская область) и в Мариупольском могильнике. В первой половины V тыс. до н. э. этот субклад обнаружен у нижневолжских скотоводов, близких к хвалынской культуре, из могильника Бережновка в Волгоградской области.